# 최유철
최유철(?~)은 대한민국의 건축가이다.《Stay B Hotel》, 《A306 Parking Building》, 《렉스 타워》, 《뉴욕 Concord Resort Hotel》 등 설계했다.

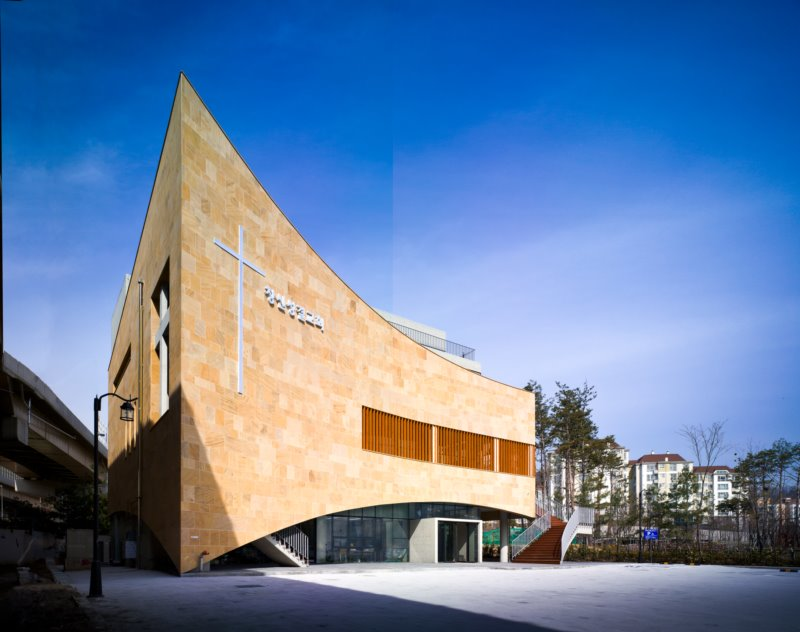
창신교회 / 사진_채수옥

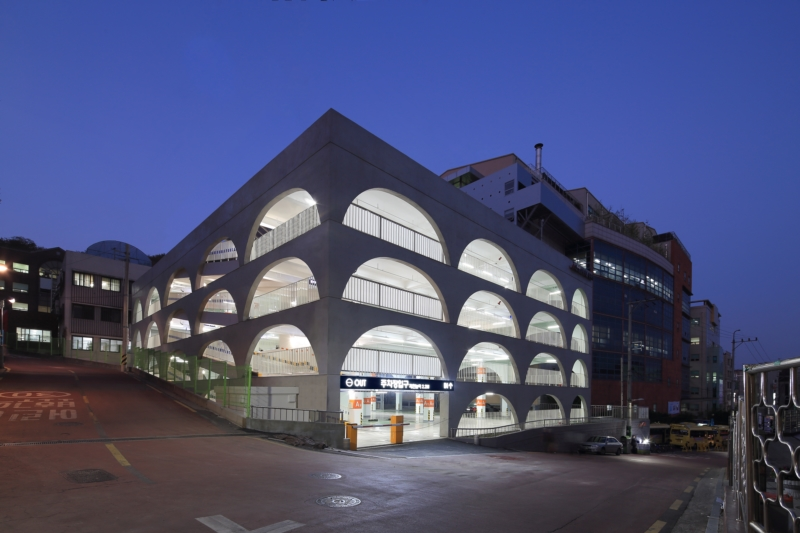
A306 Parking Building / 사진_채수옥

## 소개
건축가 최유철은 1974년 서울에서 출생했다. 일찍이 도미, 오하이오 주립 대학교에서 르 코르뷔지에의 후계자인 Jose Oubrerie 및 유명 건축평론가인 Jeffrey Kinpis, Mark Robbins로부터 건축을 배웠고, University of Pennsylvania에서 Steven Izennour, Landscape Architect인 James Corner로부터 배웠다. 또한, 이태리 및 프랑스에서의 건축 스튜디오의 경험은 미국 외 유럽의 감수성 및 역사성을 경험할 수 있는 계기가 되었다.
2000년 뉴욕의 Hillier Group에서 건축가로 첫발을 들인 후, 뉴욕에서 Concord Resort, Coney Island Hospital 프로젝트를 진행하였다. 그 후 2003년 귀국, 창조건축, 공간건축에서는 Vietnam, Poland, Algeria, Angola, Dubai, Kazakhstan등의 해외프로젝트를 주로 진행하였다. Ernst & Young에서는 Kazakhstan등의 해외 프로젝트 금융관련 업무를 진행하였다.
2010년부터 서인건축에 합류하여, 주로 현대적인 교회 건축물을 비롯 다양한 건축활동을 지속적으로 해오고 있다.
이러한 건축의 다양성에 대한 이해 및 다른 분야와의 Collaboration 경험은 그의 설계에 있어 다양한 시도 및 여러 가능성에 능동적으로 대처할 수 있는 능력, 여러 이종분야와의 Collaboration, 그리고 건축 주 및 사업가의 입장에서 가장 전략적인 솔루션이 무엇인지를 설계의 최고 가치에 두고 있다.

## 서인건축의 본질
세계적 거장이자 현대건축의 아버지인 핀란드 건축가, 알바 알토로부터 10여년간 시사받으며 현대건축의 전형을 여러각도에서 모색하게 되었다. 알바 알토의 유기적 건축과 사람에 대한 해정과 관심은 건축에 대한 개념 정립의 바탕이 되었고, 오늘날 서인건축의 정신에 자연스럽게 이어지고 있다.
서인건축은 언제나 사람에 초첨을 맞추고 사람과 자연에 대한 도입을 저극적으로 시도하는 것은 물론, 사용자를 충족시키는 건축, 스토리와 감성이 있는 공간, 합리적이고 실용적인 공간 창조를 실현해가고 있다.

## 주요 작품
- 창신교회
- Stay B Hotel
- 렉스 타워
- A306 Parking Building
- 뉴욕 Concord Resort Hotel
- Coney Island Hospital

## 주요경력
- 2010 ~ 현재 서인건축
- 2007 ~ 2009 Ernst & Young, Transaction Advisory Services
- 2005 ~ 2007 공간건축
- 2003 ~ 2005 창조건축
- 2000 ~ 2002 Hillier Group